# Sân vận động đô thị Roberto Meléndez
Sân vận động Đô thị Roberto Meléndez (tiếng Tây Ban Nha: Estadio Metropolitano Roberto Meléndez), thường được biết đến với cái tên Sân vận động đô thị, hoặc thông tục là El Metro, là một sân vận động bóng đá tất cả chỗ ngồi ở Barranquilla, Colombia. Đây là sân nhà của câu lạc bộ bóng đá địa phương Atlético Junior. Sân được xây dựng với sức chứa 49.612 chỗ ngồi cho cuộc đấu thầu đăng cai World Cup của Colombia năm 1986. Sân vận động được khánh thành vào năm đó với trận đấu giữa Uruguay và Thanh niên, mà người Uruguay đã thắng 2–1. Đây là sân vận động lớn thứ hai ở Colombia. Tên chính thức đầu tiên của sân vận động là Sân vận động đô thị, đã được thay đổi vào khoảng năm 1991 để tôn vinh cầu thủ bóng đá người Colombia Roberto Meléndez. Đây là sân vận động chính thức cho đội tuyển bóng đá quốc gia Colombia.

## Lịch sử
Trước khi xây dựng Sân vận động Đô thị, thành phố chỉ có sân vận động Romelio Martínez, được xây dựng vào năm 1934 với sức chứa 10.000 khán giả. Kể từ sự ra đời của bóng đá chuyên nghiệp đến Barranquilla vào năm 1948, rõ ràng cần phải có một đấu trường thể thao sẽ chứa đựng những người hâm mộ bóng đá.
Đầu những năm 1970, việc mở rộng sân vận động Romelio Martínez đã được dự kiến với việc xây dựng các máy tẩy trắng mới cho đấu trường thể thao. Tuy nhiên, một lỗi kiến trúc sẽ buộc Đường 72 phải thu hẹp lại để hoàn thành công trình. Sau một thời gian, nó đã được quyết định phá hủy diễn đàn mới chưa hoàn thành giữa những lời chỉ trích mạnh mẽ, mà báo chí địa phương gọi là Phòng trưng bày sự xấu hổ. Do số tiền lớn được chi cho dự án này, nó đã thất bại vì các nghiên cứu tiếp theo cho thấy không thể thực hiện một phần mở rộng thích hợp cho kịch bản, đã quyết định rằng giải pháp tốt nhất là thiết kế một sân vận động bóng đá hoàn toàn mới cho thành phố.
Năm 1979, thống đốc tỉnh Atlántico, Pedro Martín Leyes đã trình bày với Tổng thống Julio César Turbay dự án xây dựng một sân vận động mới ở Barranquilla, ủng hộ ý tưởng tổ chức World Cup 1986 sẽ được tổ chức tại Colombia. Dự án đã được phê duyệt và viên đá nền tảng cho tòa nhà được đặt vào ngày 7 tháng 12 năm 1979 trong một khu vực rộng 30 ha, nằm trên đại lộ Circunvalar với đường Murillo, được trao tặng bởi Viện Lãnh thổ Crutdito (Inscredial). Để xây dựng, công ty Metrofútbol được thành lập, dẫn đầu bởi kiến trúc sư Jaime de Biasse. Jose Francisco Ramos được bổ nhiệm làm kiến trúc sư của sân vận động, trao giải thưởng xây dựng cho kỹ sư Julio Gerlein và Kỹ sư điện Luis Gonzalo Prada Ch.

## Khánh thành
Việc xây dựng Sân vận động Đô thị kéo dài sáu năm, sau đó, một buổi khai trương được tổ chức vào ngày 11 tháng 5 năm 1986 với một chương trình dân gian trong đó có 5.000 nghệ sĩ, một lễ trao giải cho VIPs Sport Colombia, một quả bóng khổng lồ để lại 200 con chim bồ câu trắng và tổ chức một trận đấu giao hữu quốc tế.
Trận đấu khai mạc được diễn ra giữa hai câu lạc bộ Junior và đội tuyển bóng đá quốc gia Uruguay, dẫn đầu bởi HLV Omar Borrás, người đang chuẩn bị cho Giải vô địch bóng đá thế giới 1986. Trận đấu kết thúc với chiến thắng 1-2 của Uruguay, với bàn thắng của Enzo Francescoli (bàn thắng đầu tiên được ghi ở sân vận động ở phút 62) và Jorge da Silva cho đội khách và Jose "Perilla" Angulo cho đội địa phương, tất cả các bàn thắng được ghi trong hiệp hai. Thẻ đỏ đầu tiên là dành cho cầu thủ người Uruguay Walter Barrios ở phút 87.
Bốn ngày sau, một trận đấu khác đã được tổ chức với đội tuyển bóng đá quốc gia Argentina trong chuyến lưu diễn của họ để chuẩn bị cho cùng một sự kiện, và khi kết thúc đã giành chức vô địch thế giới sau này.

## Sự kiện
Sân vận động này là một trong những địa điểm diễn ra Đại hội Thể thao quốc gia Colombia năm 1992.
Tổ chức Cúp bóng đá Nam Mỹ 2001 bao gồm lễ khai mạc với một cuộc diễu hành đầy màu sắc và một màn trình diễn khiêu vũ. Địa điểm tổ chức sáu trận đấu ở bảng A bao gồm các đội tuyển bóng đá quốc gia Colombia, Venezuela, Chile và Ecuador, từ ngày 11 đến 17 tháng 7.
Là nơi mà đội tuyển bóng đá quốc gia Colombia đã chơi các trận đấu vòng loại cho World Cup ở Ý (1990), Hoa Kỳ (1994), Pháp (1998) và Đức (2006). Đối với ba giải đấu đầu tiên, Colombia đủ điều kiện cho giải đấu vòng chung kết sau 28 năm vắng bóng. Sân cũng đã tổ chức các trận đấu vòng loại cho Giải vô địch bóng đá thế giới 2014, nơi Colombia đủ điều kiện trở lại sau 16 năm vắng bóng.
Sân đã tổ chức trận đấu để chia tay Carlos Valderrama vào ngày 1 tháng 2 năm 2004, với sự tham dự của các cầu thủ Diego Maradona, José Luis Chilavert, Enzo Francescoli, Alberto Acosta, Mauricio Serna, Faustino Asprilla, Arnoldo Iguarán, Leonel Álvarez và ca sĩ nổi tiếng Carlos Vives.
Vào năm 2006, sân vận động đã tổ chức một số trận đấu môn bóng đá của Đại hội Thể thao Trung Mỹ và Caribe lần thứ XX, được tổ chức tại Cartagena.
Năm 2011, sân vận động này là một trong tám sân vận động tổ chức các trận đấu trong Giải vô địch bóng đá U-20 thế giới 2011, bao gồm lễ khai mạc.
Sân vận động cũng đã tổ chức nhiều buổi hòa nhạc của nhiều nghệ sĩ khác nhau như REO Speedwagon, Franco De Vita, Shakira, Juanes và Carlos Vives.
Vào ngày 27 tháng 6 năm 2019, sân vận động được công bố là nơi tổ chức trận chung kết Cúp bóng đá Nam Mỹ 2021. Thông báo được đưa ra bởi Ernesto Lucena, Giám đốc Coldeportes.

## Cơ sở vật chất
Sân vận động có năm phòng trưng bày: Nam (Hàn Quốc), với những người ủng hộ "Frente Rojiblanco Sur"; Bắc (Việt Nam), với các nhóm người ủng hộ "La Banda" và "Los Kuervos"; Đông, Tây và Tây được đánh số.
Sân cũng có bốn phòng thay đồ, tám phòng tắm, 27 buồng radio, hệ thống phòng tin tức, tháp chiếu sáng (24 gương phản chiếu), dịch vụ y tế và bãi đậu xe có sức chứa lên tới 1.600 xe. Sân vận động có kích thước 110 m x 75 m.
Các phòng trưng bày phía nam và phía bắc lần lượt là tên của Hàn Quốc và Việt Nam, để vinh danh hai quốc gia châu Á phải chịu chiến tranh trong thế kỷ XX, một trong số đó là sự hiện diện của những người lính Colombia chiến đấu (Triều Tiên).
Một sự đổi mới hoàn toàn đã diễn ra với ngân sách 22.500.000.000 peso Colombia. Việc tu sửa sân vận động bao gồm xây dựng màn hình khổng lồ, sửa chữa đường chạy điền kinh, bãi đỗ xe mới phía sau phòng trưng bày phía bắc, chiếu sáng mới, phòng thay đồ cho người bắt bóng, phục hồi cấu trúc tổng thể, hệ thống camera an ninh, cải tạo hệ thống điện và thông tin liên lạc trong số những cải tiến khác.

## Vị trí và tuyến đường truy cập
Sân vận động Đô thị nằm ở phía nam thành phố, hướng đến Terminal Terminal và đô thị của Soledad, gần Trung tâm mua sắm và đô thị Metrocentro. Hiện tại phòng trưng bày được xây dựng trong khu vực thương mại công cộng phía bắc của sân vận động (băng qua đại lộ Las Torres).
Việc đi qua các đại lộ và Circunvalar Murillo là một cách dễ dàng tiếp cận, cả hai đại lộ đều có đủ phương tiện đi lại. Tại thời điểm này, đang mở rộng đường xe lửa từ đường thân mật của Đại lộ Circunvalar. Các cổng khác có thể là Đại lộ Boyacá và Avenida Las Torres.
Ở đường Murillo thuộc Transmetro, tuyến vận tải hàng loạt là lối vào thay thế tại trạm Polo Joaquín Barrios.